# Hasan Yükselir
Hasan Yükselir (* 1955 in Pazarcık, Türkei) ist ein türkischer Sänger und Komponist, der überwiegend türkische Volkslieder (Türkü) singt.

## Leben
Yükselir kam in Pazarcık zur Welt. Kindheit und Jugend verbrachte er in Antep. Yükselir absolvierte einen Bachelor-Studiengang Musik an der Gazi Üniversitesi in Ankara und anschließend ein Master-Studium an der Fakultät für Sprache, Geschichte und Geographie der Universität Ankara im Fach Theater. Dort erhielt er Kompositionsunterricht bei Turgut Aldemir und eine Gesangsausbildung bei Sevim Çidamlı (Sopran).
1984 nahm Hasan Yükselir eine Stelle im Staatstheater Ankara an. 1994 siedelte er im Alter von 38 Jahren nach Berlin um und wirkt seitdem hauptsächlich in Berlin und in der Türkei. 1981 wurde sein Sohn Fırat Yükselir und 1986 seine Tochter Dijle Yükselir geboren, die beide ebenfalls bekannte Musiker sind.

## Künstlerisches Schaffen und Musikstil
Hasan Yükselir ist ein musikalischer Kosmopolit und zählt zu den herausragenden Musikschaffenden seines Landes. Hasan Yükselir komponiert und bearbeitet vorwiegend traditionelle, anatolische Volksweisen sowohl in klassischen, westlichen Musikformen als auch im Modus des Jazz und interpretiert sie mit seiner klassisch ausgebildeten Gesangsstimme. Er wirkte in Theaterstücken und Musicals mit, brachte mehrere Musikalben heraus, und komponiert Musik für Filme und für das deutsche und türkische Fernsehen, darunter auch die Filmmusik für die Filme „Strasse der Hoffnung“ (Umut Sokağı) von Şerif Gören, „Ein langer, schmaler Weg“ (Uzun İnce bir Yol) von Tunç Başaran, "Sagt Orhan Pamuk nicht, dass sein Roman »Schnee« in meinem Film vorkommt" (Orhan Pamuk’a Söylemeyin Kars’ta Çektiğim Filmde Kar Romanı da Var)" von Riza Sönmez und "Locman" von Şükrü Alaçam.
Das künstlerische Anliegen Hasan Yükselirs ist, die anatolische Lied- und die Dichtkunst bekannter türkischer Mystiker und Dichter wie Yunus Emre und Nâzım Hikmet insbesondere über die höheren Künste und mit qualifizierten, gut ausgebildeten und langfristig arbeitenden Künstlern weltweit bekannter zu machen. Er sieht insbesondere in der Kunstmusik und in einer akademischen Musikausbildung den Weg zur kulturellen Fortentwicklung der Musik.
So komponierte er 1996 das „Bağlama Konçertosu“ welches vom WDR Sinfonieorchester Köln uraufgeführt wurde. 1997 erfolgte die Kammeroper „sah hände die rosen banden in dunkler erde“ mit Gedichten von Yunus Emre und 2002 erfolgte nach 5-jähriger Forschungsarbeit der Liederzyklus „Sevda Ateşten Gömlek“ auf Basis von Gedichten von Nâzım Hikmet.
In Deutschland werden Hasan Yükselir’s Interpretationen anatolischer Lieder (Türkü) oft mit der Liedromantik im Stil Schuberts in Zusammenhang gebracht, und charakterisieren sich oftmals durch eine kreative Mischung aus anatolischer Folklore, epischer Rezitation, Renaissance-Sätzchen und jazzartigen Zwischenspielen.
Europaweit tritt er live in Konzerten und internationalen Liederabenden auf. Konzerte in der Kölner Philharmonie (WDR), der Alten Oper Frankfurt sowie im Haus der Kulturen der Welt in Berlin gehören zu den wichtigen Auftritten in seinem musikalischen Werdegang. Ferner begleitet er in Deutschland Semah-Tanzveranstaltungen der Aleviten musikalisch.
Seit 2014 ist er der künstlerische Leiter des MainWeltmusik Festivals in Offenbach am Main, mit der Zielsetzung Menschen unterschiedlichster Herkunft zusammenführen um unser gemeinsames kulturelles und geistiges Erbe miteinander zu feiern, zu teilen und weiterzuentwickeln.

## Diskografie
- 1991: Günler
- 1994: Ayrılık (Herkes Gibisin)
- 1996: Konserlerim - 1
- 1997: Su Türküler
- 2001: Göç Türküler
- 2002: Sevda Ateşten Bir Gömlek (Nazım Şarkıları)
- 2005: Ben Türküyüm
- 2014: Yel – Saz'dan Caz'a